# Cottage Grove (Wisconsin)
Cottage Grove és una població dels Estats Units a l'estat de Wisconsin. Segons el cens del 2009 tenia 6.248 habitants.

## Demografia
Segons el cens del 2000, Cottage Grove tenia 4.059 habitants, 1.427 habitatges, i 1.084 famílies. La densitat de població era de 684,4 habitants per km².
Dels 1.427 habitatges en un 47,3% hi vivien nens de menys de 18 anys, en un 65% hi vivien parelles casades, en un 7,5% dones solteres, i en un 24% no eren unitats familiars. En el 16,1% dels habitatges hi vivien persones soles el 6% de les quals corresponia a persones de 65 anys o més que vivien soles. El nombre mitjà de persones vivint en cada habitatge era de 2,83 i el nombre mitjà de persones que vivien en cada família era de 3,2.
Per edats la població es repartia de la següent manera: un 32,1% tenia menys de 18 anys, un 5,6% entre 18 i 24, un 42,1% entre 25 i 44, un 14,3% de 45 a 60 i un 6% 65 anys o més.
L'edat mediana era de 31 anys. Per cada 100 dones de 18 o més anys hi havia 97,3 homes.
La renda mediana per habitatge era de 66.628$ i la renda mediana per família de 68.667$. Els homes tenien una renda mediana de 46.190$ mentre que les dones 30.391$. La renda per capita de la població era de 25.777$. Aproximadament el 2,7% de les famílies i el 3,8% de la població estaven per davall del llindar de pobresa.

## Poblacions properes
El següent diagrama mostra les poblacions més properes.